# Syzeuctus heluanensis
Syzeuctus heluanensis är en stekelart som beskrevs av Otto Schmiedeknecht 1900. Syzeuctus heluanensis ingår i släktet Syzeuctus, och familjen brokparasitsteklar. Inga underarter finns listade.